# Club Baloncesto Moron
O Club Baloncesto Moron é um clube profissional de basquetebol situado na cidade de Morón de la Frontera, Andaluzia, Espanha que atualmente disputa a Liga LEB Prata.

## Temporada por Temporada
| Temporada | Nível | Divisão    | Pos. | Playoffs             | TR    | PO  |
| --------- | ----- | ---------- | ---- | -------------------- | ----- | --- |
| 2005–06   | 5     | 1ª Divisão | 3    | Quartas de Final     | 14–6  | 1–1 |
| 2006–07   | 5     | 1ª Divisão | 20   | –                    | 9–13  | 2–1 |
| 2007–08   | 6     | 1ª Divisão | 14   | –                    | 8–14  | 0–1 |
| 2008–09   | 6     | 1ª Divisão | 2    | Promovido            | 17–1  | 4–2 |
| 2009–10   | 4     | Liga EBA   | 7    | –                    | 15–15 | –   |
| 2010–11   | 4     | Liga EBA   | 3    | Semifinalista        | 17–5  | 0–2 |
| 2011–12   | 4     | Liga EBA   | 5    | –                    | 10–6  | –   |
| 2012–13   | 4     | Liga EBA   | 3    | Playoffs de Promoção | 13–1  | 2–4 |
| 2013–14   | 4     | Liga EBA   | 1    | Playoffs de Promoção | 18–4  | 1–2 |
| 2014–15   | 4     | Liga EBA   | 1    | Promovido            | 22–4  | 2–1 |
| 2015–16   | 3     | LEB Plata  | 9    | Quartas de Final     | 13-13 | 1-2 |